# خوسيه رودريغيز (كاهن كاثوليكي)
خوسيه رودريغيز (بالإسبانية: José Rodríguez Carballo)‏ (و. 1953  م) هو كاهن كاثوليكي، وأستاذ جامعي إسباني، ولد في سارياوس.

## مناصب
تولى منصب رئيس أساقفة
- أسقف كاثوليكي.

## التعليم
تعلم في المعهد البابوي للكتاب المقدس ‏.